# كليفورد ر. إيفانز
كليفورد ر. إيفانز (بالإنجليزية: Clifford Russel Evans)‏ هو نقابي كندي، ولد في 23 يونيو 1937 في جيلف في كندا، وتوفي في 14 فبراير 2018 في بوفالو في الولايات المتحدة.